# La Mézière
 La Mézière  es una población y comuna francesa, situada en la región de Bretaña, departamento de Ille y Vilaine, en el distrito de Rennes y cantón de Hédé.

## Demografía
| 920 | 1005 | 1247 | 1614 | 2142 | 3121 |
| Para los censos de 1962 a 1999 la población legal corresponde a la población sin duplicidades (Fuente: INSEE [Consultar]) |      |      |      |      |      |